# Rubus schoolcraftianus
Rubus schoolcraftianus är en rosväxtart som beskrevs av Liberty Hyde Bailey. Rubus schoolcraftianus ingår i släktet rubusar, och familjen rosväxter. Inga underarter finns listade i Catalogue of Life.